# چهل تن (بامیان)
چهل تن یک روستا در افغانستان است که در ولایت بامیان واقع شده‌است.